# MIM-46 Mauler
Mauler ([mɔːlə] «Маулер», с англ. «молотобоец», войсковой индекс — MIM-46) — американский самоходный зенитный ракетный комплекс. Предназначалась для обеспечения тактической ПВО сухопутных войск. В практике эшелонирования войсковой ПВО, ПЗРК «Редай» и самоходный ЗРК «Молер» реализовали концепцию противовоздушной обороны переднего края (Forward Area Defense). Работы над созданием и испытанием ракетного комплекса велись в 1960—1965 гг. Проект обошёлся американской казне в $200 млн. Программа работ до отмены проекта оценивалась в $350 млн.

## История
Выбор подрядчиков

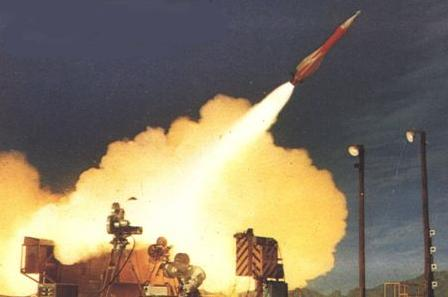
Пуск ракеты Mauler

После того, как в 1958 году Управление ракетных войск Армии США выдало требования тактико-технического задания к проектируемому ЗРК, в конкурс на право получения генерального подряда на проведение опытно-конструкторских работ и серийное производство ЗРК включилось несколько компаний военной промышленности, в декабре 1958 года на рассмотрение военных чинов были направлены аванпроекты, в следующий тур вышло четверо кандидатов. В августе 1959 года в штаб-квартире УРВ в Редстоуне состоялась встреча высокопоставленных офицеров управления с представителями компаний General Electric, Martin, Sperry Gyroscope и тандема Convair-Raytheon. Де-факто победителем был уже назначен тандем Convair-Raytheon, поскольку из публикуемых в прессе материалов и интервью военных чиновников, становилось очевидно, что была принята к дальнейшей разработке и реализации идея применения самонаводящихся зенитных ракет с инфракрасными головками самонаведения (то есть, по сути речь шла о более массивном варианте разработанного Convair ранее ПРЗК «Редай»), в то время как проекты других компаний реализовали схему с радиокомандным наведением и полуактивным радиолокационным самонаведением с подсветкой цели с земли. Отчёт с рекомендациями офицеров УРВ о целесообразности принятия к дальнейшей проработке проекта Convair-Raytheon и положительной оценкой комиссии, отвечавшей за сравнительный анализ аванпроектов разных претендентов, был направлен в Пентагон на подпись Председателя Объединённого комитета начальников штабов ещё весной 1959 года. По всему выходило, что в Пентагоне не торопились с принятием окончательного решения, которое представители военной промышленности ожидали получить уже к осени 1959 года. После того, как победу присудили Convair-Raytheon в коридорах Конгресса циркулировали слухи относительно того, что решение о присуждении контракта было пролоббировано аффилированными лицами во властных структурах, к примеру, экс-Министр армии США Фрэнк Пэйс, после своего ухода с министерского поста сразу занял должность президента корпорации General Dynamics, которая являлась материнской компанией Convair.
Разработка
Разрабатываемый ЗРК отвечал требованиям всепогодности и транспортабельности, прежде всего авиатранспортабельности на внешней подвеске тяжёлых транспортных вертолётов. Кроме того, комплекс проектировался не только для решения задач ПВО, но также и для противоракетной обороны от тактических баллистических ракет, крылатых ракет и управляемых авиабомб. Электронное оборудование комплекса сопрягалось с электросистемой серийных бронированных боевых машин на базе M113, обеспечивавших экипажу необходимую степень защиты в боевых условиях.

## Тактико-технические характеристики
Источники информации : 
Общие сведения
- Категория мобильности — самоходный
- Платформа-носитель — M113
- Категории поражаемых целей — дозвуковые и сверхзвуковые средства воздушного нападения

Система наведения
- Устройство наведения ракеты на цель — ИК ГСН
- Тип головки самонаведения — оптическая пассивная

Зона обстрела
- Досягаемость по высоте — 6 км
- Досягаемость по дальности (горизонтальной) — 8 км

Аэродинамические характеристики
- Аэродинамическая компоновочная схема — нормальная
- Маршевая скорость полёта — 1000 м/сек

Массо-габаритные характеристики
- Длина — 1830 мм
- Диаметр корпуса — 127 мм
- Диаметр оперения — 330 мм
- Масса ракеты — 54,5 кг

Боевая часть
- Тип БЧ — осколочно-фугасная с готовыми поражающими элементами
- Масса БЧ — 8,6 кг

Двигательная установка
- Тип ДУ — двухступенчатая
- Стартовый двигатель —
- Маршевый двигатель — Lockheed